# Liste des lieux historiques nationaux du Canada au Yukon
Voici la liste des lieux historiques nationaux du Canada (anglais : National Historic Sites of Canada) situé au Yukon. En mars 2011, on compte 11 lieux historiques nationaux au Yukon, dont cinq sont administrés par Parcs Canada.
Les noms des sites correspondent à ceux donnés par la commission des lieux et monuments historiques du Canada, qui peuvent être différents de ceux donnés par le milieu local.

## Lieux historiques nationaux
| Lieu                                              | Désignation | Municipalité                                     | Description | Photo |
| ------------------------------------------------- | ----------- | ------------------------------------------------ | --- | ----- |
| Ancien édifice administratif du territoire        | 2001        | Dawson City 64° 03′ 32″ N, 139° 26′ 11″ O        | Symbolise l'établissement du lien entre les territoires au nord du soixantième parallèle et la société du Sud du Canada          |       |
| Ancien palais de justice territorial              | 1981        | Dawson City 64° 03′ 23″ N, 139° 26′ 26″ O        | Cet imposant édifice bâti en 1900-1901                                                                                           |       |
| Banque de Commerce canadienne                     | 1988        | Dawson City 64° 03′ 46″ N, 139° 26′ 08″ O        | Les services qu'offrit la banque de commerce canadienne depuis la ruée vers l'or de 1898 jusqu'en 1989                           |       |
| Complexe historique de Dawson                     | 1959        | Dawson City 64° 03′ 00″ N, 139° 26′ 00″ O        | Importante collection de bâtiments datant de l'époque de la ruée vers l'or du Klondike                                           |       |
| Concession de la découverte (Concession no 37903) | 1998        | Yukon, Unorganized 63° 54′ 59″ N, 139° 18′ 59″ O | Endroit où on a trouvé de l'or en 1896; marque le début de développement du Yukon                                                |       |
| Drague Numéro Quatre                              | 1997        | Yukon, Unorganized 63° 56′ 45″ N, 139° 19′ 48″ O | Symbolise l'importance des opérations de dragage (1899-1966) avec l'évolution des techniques d'exploitation aurifère au Klondike |       |
| Église anglicane St. Paul                         | 1989 1990   | Dawson City 64° 03′ 31″ N, 139° 26′ 17″ O        | Bel exemple d'architecture néo-gothique (1902)                                                                                   |       |
| Hôtel Yukon                                       | 1982        | Dawson City 64° 03′ 33″ N, 139° 26′ 18″ O        | Immeuble Binet fut construit de 1898, à l'extrémité sud d'un quartier d'affaires qui s'étendit jusqu'à la rue King               |       |
| SS Keno                                           | 1962        | Dawson City 64° 04′ 03″ N, 139° 25′ 45″ O        | Un des derniers bateau en bois à vapeur construit en 1922; 140 pied sur 30 pied, 3 ponts                                         |       |
| SS Klondike                                       | 1967        | Whitehorse 60° 43′ 46″ N, 135° 02′ 50″ O         | Le plus gros et le dernier bateau à vapeur du Yukon                                                                              |       |
| T'äw Tà'är                                        | 2012        | Yukon, Unorganized 61° 14′ 34″ N, 134° 36′ 50″ O | |       |
| Tr'ochëk (en)                                     | 2002        | Dawson City 64° 02′ 59″ N, 139° 26′ 25″ O        | Paysage culturel autochtone |       |